# Ihor Podolczak
Ihor Podolczak (ukr. Ігор Подольчак; ur. 9 kwietnia 1962 we Lwowie) – ukraiński reżyser filmowy, scenarzysta, producent filmowy, fotograf, artysta plastyk oraz kurator wystaw sztuki współczesnej. Członek Ukraińskiej Akademii Filmowej.

## Życiorys
Absolwent Akademii Sztuk Pięknych (z wyróżnieniem, 1984) we Lwowie. Uczestnik ponad 150 międzynarodowych wystaw sztuki na Ukrainie i świecie, laureat 25 z nich. Jedna z 25 wystaw personalnych artysty była pierwszą w historii wystawą sztuki w kosmosie, przeprowadzoną na pokładzie stacji kosmicznej Mir 25 grudnia 1993 roku. W dorobku filmowym Ihora Podolczaka znajdują się obecnie dwa pełnometrażowe filmy (Panny dworskie (2008), Delirium (2013)) i jeden krótkometrażowy (Merry-Go-Round (2017)).
Podolczak jest także współzałożycielem twórczego stowarzyszenia „Fond Mazocha” (razem z Ihorem Diuryczem i Romanem Wiktiukiem) i współautorem wszystkich akcji i projektów realizowanych w jego ramach. Mieszka i pracuje w Kijowe oraz Lwowie.
W 2014 roku redakcja ukraińskiej edycji magazynu Forbes uznała Ihora Podolczaka jednym z 10 wybitnych reżyserów filmowych Ukrainy.

## Twórczość artystyczna
Ihor Podolczak pracuje w różnych technikach artystycznych: malarstwo, grafika, fotografia, video-art, happeningi. Na początku kariery dominującą była grafika, co wiąże się z tym, iż w ZSRR trudno było przedstawiać prace malarskie za granicą, a mała grafika doskonale nadawała się do przesyłek pocztowych. Poczynając od lat 90. ubiegłego stulecia aktywnie dołącza do swojej działalności praktycznie wszystkie gałęzie artystyczne. W połowie lat 90. – akcje artystyczne i performance, pod koniec lat 90. – wideoart.

### Malarstwo i technika mieszana

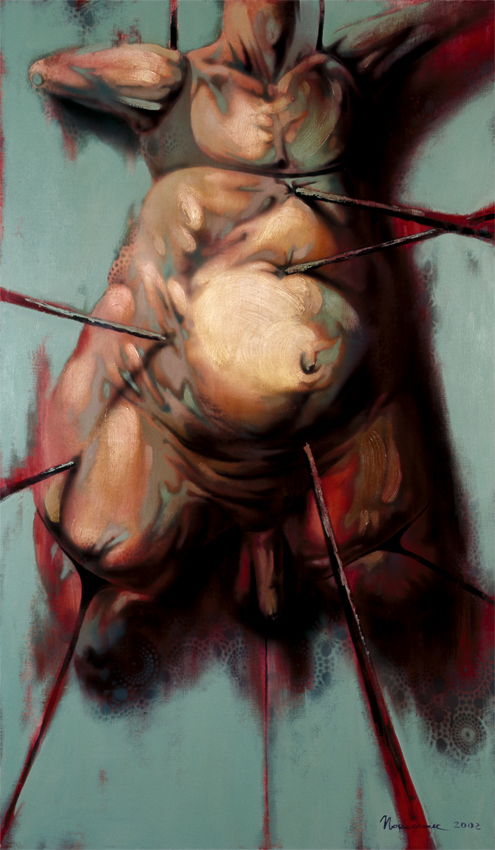
S.S., 2002, akryl na płótnie, 75х130 cm

W malarstwie Podolczaka problem cielesności, a przede wszystkim kwestia oglądania cudzego ciała, stają się motywami przewodnimi. Istota ludzka została sprowadzona przez artystę do poziomu cielesnego, a samo ciało zmienione w przedmiot – w pozbawiony wszelkich atrybutów psychologicznych obiekt.

Do początku lat 90. w malarstwie były wykorzystywane farby olejowe, a obrazy były z reguły niedużych formatów (do 1 m). Później tylko akryl i płótno, rozmiar którego się powiększył (do 2,5 m). „Technika mieszana” – nazewnictwo umowne unikatowej technologii, będącą kombinacja monotypii i malarstwa akrylowego na papierze z następującym naklejaniem na płótnie. Do połowy lat 90. prace wykonane tą techniką były wystawiane pod pseudonimem O. Serdiuk.

### Grafika

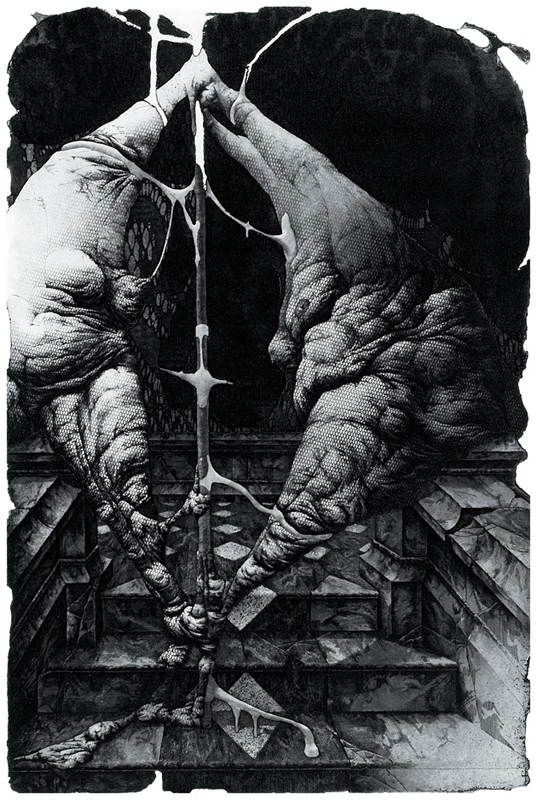
Para, 1992, akwaforta, 49.5х32,5 cm

Grafiką warsztatową zajmuje się od 1981 roku. W swoich pracach wykorzystuje techniki akwaforty, akwatinty, miedziorytu, suchej igły. Z reguły łączy wymienione techniki osiągając tym samym niewiarygodnej głębi czarnego, szerokiego rozpięcia szarości, różnorodnych faktur i reliefów. Pracuje na płatach cynkowych. Format prac wariuje pomiędzy miniaturą (2x3 cm) do wielkich prac (50x40 cm), co jest mało charakterystyczne dla techniki intaglio.

### Fotografia
Fotografią zaczął się zajmować jeszcze podczas studiów. Do 1996 roku fotografie były wystawiane pod pseudonimem Gor Gori. W większości były to fotografie czarno-białe, kolorowane farbami winylowymi. Później zaczął wykorzystywać technikę solaryzacji. Od roku 2000 zaczął wykonywać kolorowe zdjęcia. Fotografuje zarówno modele, jak i naturę nieożywioną. Wykorzystuje średnioformatową kamerę Mamiya RB67 z różnorodną optyką. Często wykorzystuje kolorowe oświetlenie. Format waha się od 15 cm do 1 m po stronie długiej. Zdjęcia Podolczaka są drukowane w różnych wydaniach fotograficznych: elitarnych („Scenario”, The Art Photography Magazine, Wielka Brytania), fetyszystycznych (Secret, Belgia) i nawet praktycznie pornograficznych („Nu”, Włochy).

### Książka artystyczna
W 1992 roku polskie wydawnictwo książki artystycznej Correspondance des Arts (Łódź) wydało książkę Jakob Böhme z oryginalnymi akwafortami Podolczaka, integrowanymi z ręcznie wyrobionym papierze długości 8 m. Książka cieszyła się wielką popularnością na międzynarodowych jarmarkach książkowych i była nagrodzona brązem w konkursie Najlepsza Książka świata na Targi Książki we Frankfurcie nad Menem w 1994 roku, Walter Tiemann Prize na targach książkowym w Lipsku w tym samym roku, odznaczona nagrodą Najlepsza Książka Roku przez Polskie Towarzystwo Wydawców Książek (Warszawa) w 1992 roku. Książka brała udział w pierwszej ekspozycji Ukrainy na Biennale w São Paulo, Brazylia (1994). W 1995 roku polskie wydawnictwo Muzeum Książki Artystycznej w Łodzi wydało książkę Podolczaka pod tytułem Gilgamesz z tekstami Craig Raine.

### Fond Masocha

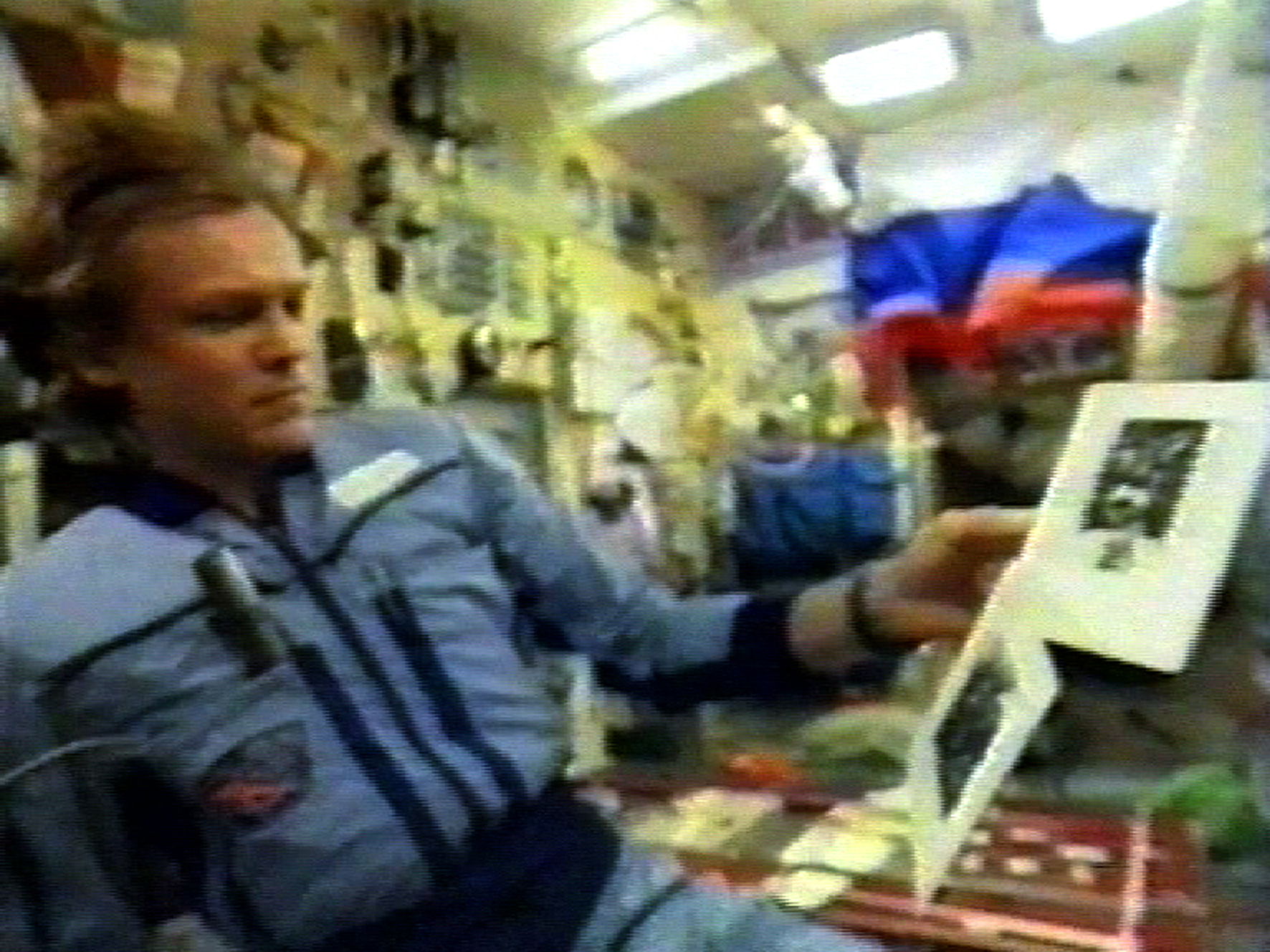
Sztuka w kosmosie. Stacja kosmiczna «Mir» (1993)

W 1991 roku wspólnie z Igorem Dyuryczem i Romanem Wiktiukiem założył twórczą spółkę Fond Masocha, która odznaczyła się szeregiem prowokujących akcji artystycznych w okresie z 1994 po 2004 rok w Wielkiej Brytanii (2001 rok, Najlepsi artyści dwudziestego wieku), na Ukrainie (Marka – ukraińskie, kurator – Jerzy Onuch); 2000, Ostatnia trasa koncertowa na Ukrainie; 1998, Bezpredel s/masochizmu; 1995, Świeże gazety dla... (kurator – Marta Kuźma); 1994, Mauzoleum dla prezydenta; 1993, Sztuka w kosmosie, w Rosji 1997, Bezpredel humanizmu (Władywostok, współproducenci: Dmytro Kulikow i Tymofij Sergiejcew); 1995, Ostatni pogrom żydowski (Moskwa, galeria Gelmana) oraz w Niemczech (1995, Wszystkiego najlepszego z okazji Dnia Zwycięstwa, panie Müller, Berlin).

## Wystawy i kolekcje
Działalność wystawiennicza rozpoczęła się w 1985 roku. Brał udział w ponad 160 międzynarodowych wystawach, jest laureatem 25 z nich w Kanadzie, Stanach Zjednoczonych, Korei Południowej, Polsce, Norwegii, Hiszpanii na Ukrainie oraz Łotwie. W latach 1989–2018 odbyło się 27 wystaw indywidualnych w Wenecji, Londynie, Moguncji, Kijowie, Monachium, Łodzi, Bayreuth, Bridewood (Australia), Seulu, Lwowie, Hobarcie, Cadaqués, Paryżu, Koninie, Poznaniu, Gross-Gerau (Niemcy).
Jedną z wystaw indywidualnych była pierwszą w historii wystawa sztuki w kosmosie na pokładzie rosyjskiej stacji kosmicznej Mir 25 stycznia 1993 roku. Ten projekt („Sztuka w kosmosie”) po raz pierwszy reprezentował Ukrainę w 1994 roku na Biennale w São Paulo, Brazylia.
Prace Podolczaka znajdują się w 26 muzeach i kolekcjach publicznych w Australii, Bośni i Hercegowiny, Wielka Brytania, Izraelu, Włochach, Kubie, Macedonii Północnej, Niemcach, Norwegii, Polski, Rosji, Stanach Zjednoczonych, Francji, Ukrainy, Egiptu:
- Biblioteka Narodowa Francji, Paryż
- Muzeum Block. Northwestern University. Evanston, Illinois, Stany Zjednoczone
- Biblioteka Brytyjska, Londyn
- Muzeum Zamkowe. Malbork, Polska
- Muzeum Gutenberga, Moguncja, Niemcy
- Muzeum Sztuki Nowoczesnej w Hajfie. hma.org.il. [zarchiwizowane z tego adresu (2015-06-11)]., Izrael
- Międzynarodowa Galeria Portret. galerijaportreta.ba. [zarchiwizowane z tego adresu (2011-11-24)]., Tuzla, Bośnia i Hercegowina

## Działalność kuratorska
W latach 1990–1995 był aktywnie zaangażowany w działalność kuratorską. Organizował głównie wystawy, współpracując z Muzeum Historii Religii we Lwowie, które zapewniało pomieszczenia i zasoby organizacyjne. To właśnie w tym muzeum Podolczak zorganizował Międzynarodowe Biennale grafiki „Interdruk” – pierwszą wystawę tego typu na terytorium ZSRR. Odbyli się 2 wystawy w 1989 i 1991 roku.
W latach 1990–1992 zorganizował szereg wystaw artystów zagranicznych na Ukrainie i ukraińskich za granicą. W 1993 roku zorganizował wystawę pamiątkową Bruno Schulz, w 1995 wystawę „Projekt koncepcyjny pomnika Masochowi”, w latach 1998–1999 projekt ekspozycyjno-wydawniczy Corpus Delicti (Post erotyczna fotografia artystyczna), w 2004 r. (z Igorem Duryczem) pod szyldem „Instytut Kultury Współczesnej”. Zorganizował w Kijowie charytatywną aukcję na rzecz Muzeum Narodowego Czas mecenata.

## Twórczość kinematograficzna

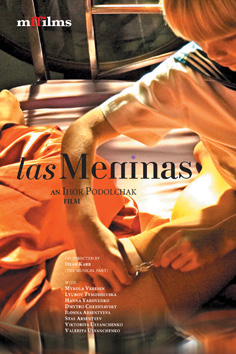
Plakat Las Meninas

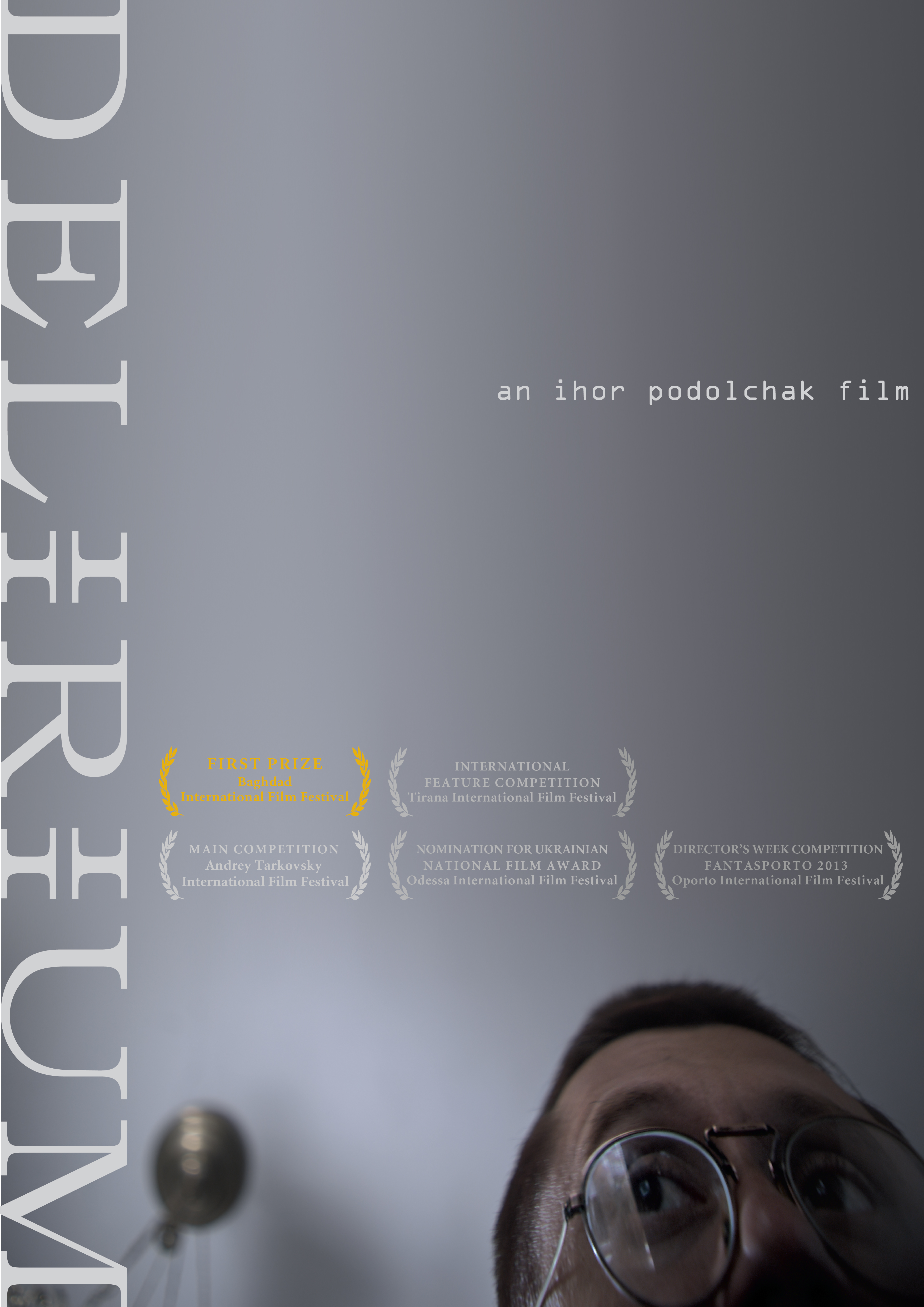
Plakat Delirium

Filmy Igora Podolczaka charakteryzują się odejściem od tradycyjnej formy narracji, hermetycznością ukazywanego świata, zrównoważoną budową kadru, niespodziewanym kątem ujęcia oraz skrajnią dialektyką w podejściu do reprezentowania czasu-przestrzeni. Przestrzeń zarówno w Las Meninas, jak i w Delirium jest szczelna, ciężko się w jej obrębie poruszać, jest ona jednocześnie męcząca i dla bohaterów filmu, i dla widzów, którzy ich obserwują, co z kolei odzwierciedla czas „końca historii”, jego somnambulizm, bezsilność, chorobliwość, sytuację bez wyjścia.

### Panny dworskie
Panny dworskie (2008, Ukraina) – debiutancki pełnometrażowy film. Światowa premiera odbyła się w programie konkursowym na Międzynarodowym Festiwalu Filmowym w Rotterdamie w 2008 roku. Film wziął udział w 27 międzynarodowych festiwalach filmowych, w 10 z nich w programie konkursowym, w innych w oficjalnej selekcji. W rankingu «Podsumowanie ukraińskiej kinematografii» przeprowadzonym przez Stowarzyszenie Ukraińskich Krytyków Filmowych oraz Państwowe Stowarzyszenie Filmowe Panny dworskie znalazły się w dwudziestce najlepszych ukraińskich filmów z lat 1992–2011.

### Delirium

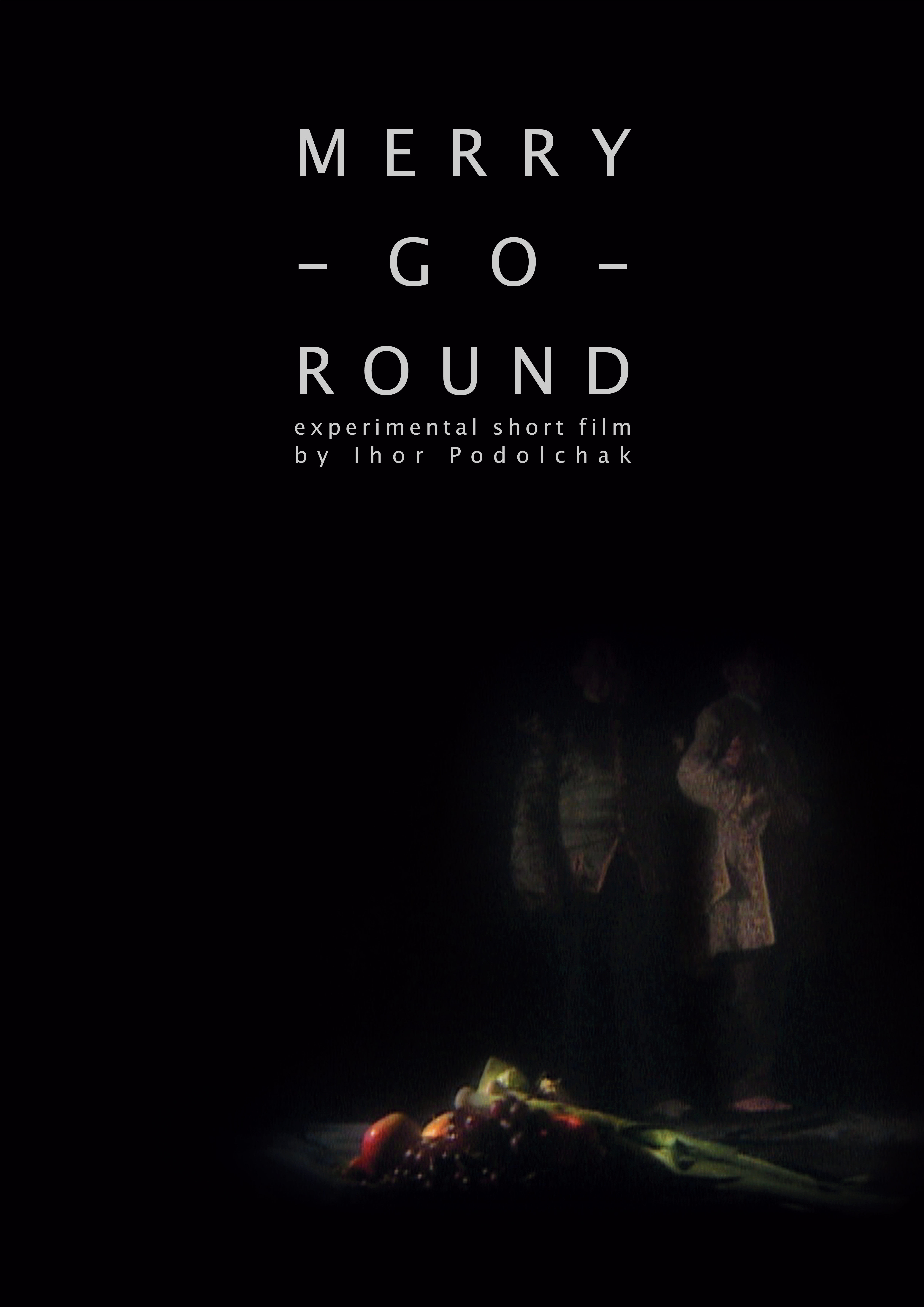
Plakat Merry-Go-Round

Delirium (2012, Ukraina, Czechy) – drugi pełnometrażowy film Ihora Podolczaka. Punktem wyjścia do napisania scenariusza stała się powieść «Induktor» ukraińskiego pisarza i dziennikarza Dmytra Bielańskiego. Zdjęcia do filmu trwały z 2008 po 2010 rok. Według Mail.ru Delirium znalazł się w rankingu dziesięciu najlepszych ukraińskich filmów 2012 roku. Światowa premiera filmu odbyła się 4 marca 2013 roku w programie konkursowym «Tydzień reżyserów» na Międzynarodowym Festiwalu Filmowym w Porto w 2013 roku.

### Merry-Go-Round
Merry-Go-Round (2017, Polska, Ukraina. 5 min)  – pierwszy krótkometrażowy film. Producentami filmu razem z Ihorem Podolczakiem byli Igor Diurycz, Lilia Młynarycz; koproducentami: Maksym Asadczy i Sergiusz Niedzielski. Operator filmowy – Sergiusz Mychalczuk, dyrektor artystyczny – Swietłana Makarenko. Muzykę do filmu stworzył Oleksandr Szczetyński. Światowa premiera filmu odbyła się 9 lipca 2017 roku w Australii w ramach Międzynarodowego Festiwalu Filmowego w Perth «Revelation». Film został nominowany do nagrody za najlepszy ukraiński krótkometrażowy film na Międzynarodowym Festiwalu Filmowym w Odessie.
Merry-Go-Round został pokazany w konkursach na Fantasporto – Oporto International Film Festival (Portugalia), Skepto International Film Festival (Włochy) oraz w programie oficjalnym na Brisbane Film Festival (Australia), Braunschweig International Film Festival (Niemcy).

## Nagrody i nominacje

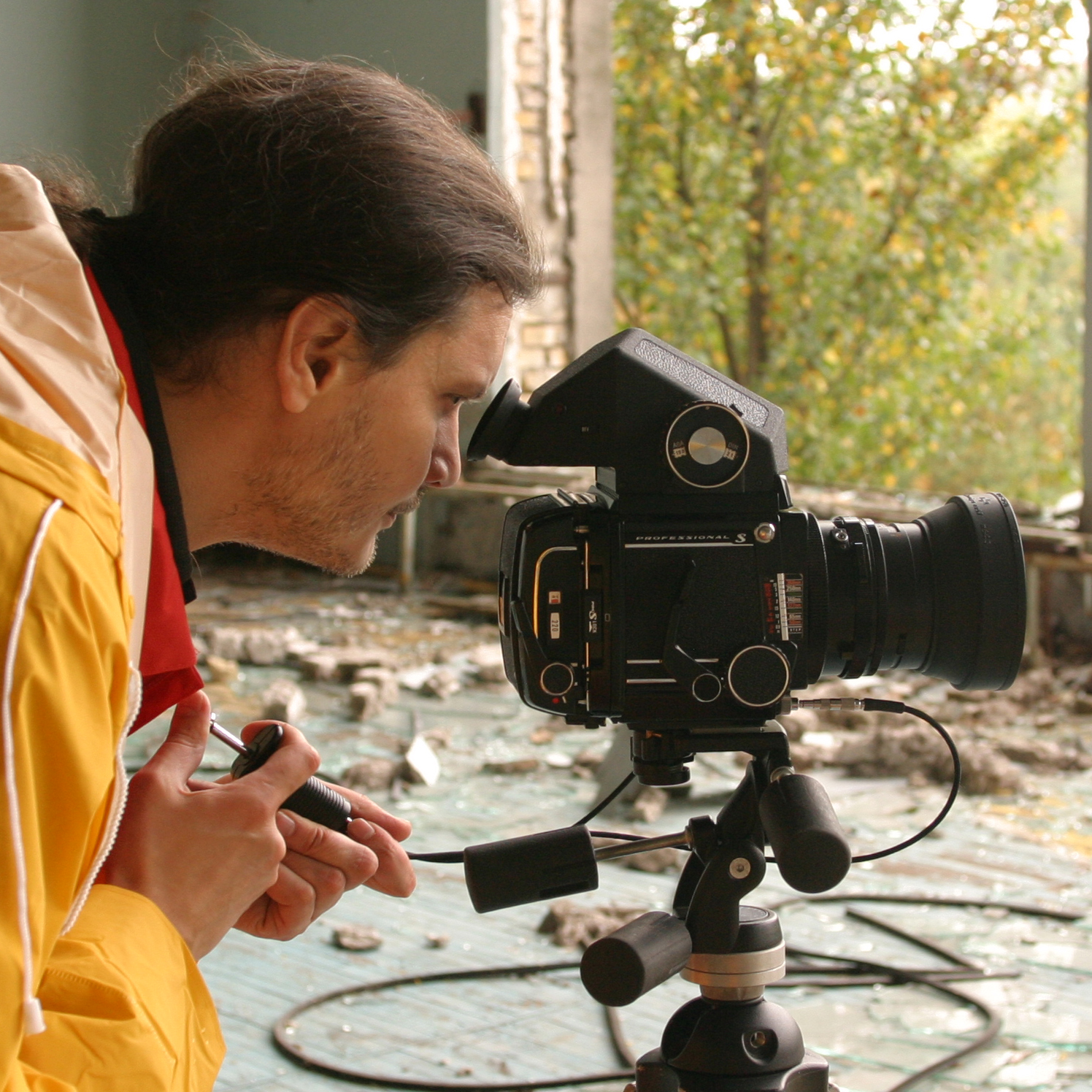
Ihor Podolchak. Czarnobyl, 2004

Nagrody:
- 2013 «Pierwsza Nagroda»[42], Międzynarodowy Festiwal Filmowy w Bagdadzie, Irak
- 1995 «Nagroda Triennale»[43] Międzynarodowe Triennale Grafiki w Norwegii. Fredrikstad, Norwegia
- 1994 «Walter Tiemann Preis»[44]. Verein zur Förderung von Grafik und Buchkunst Leipzig e.V. an der Hochschule für Grafik und Buchkunst in Leipzig
- 1989 «Dyplom», Międzynarodowe Biennale Sztuki Impreza(inne języki), Iwano-Frankiwsk, Ukraina
- 1988 «Prix Ex Aequo»[45], Międzynarodowe Triennale Grafiki w Krakowie
- 1987 «Medal Honorowy»[46], Międzynarodowe Triennale Małe Formy Grafiki, Łódź

Nominacje:
- 2017 «Najlepszy ukraiński krótkometrażowy film»[47], Międzynarodowy Festiwal Filmowy w Odessie
- 2013 «Nagroda Narodowa», Międzynarodowy Festiwal Filmowy w Odessie
- 2013 «Najlepszy reżyser»[48] Konkurs «Tydzień Reżyserów». Fantasporto Międzynarodowy Festiwal Filmowy, Porto
- 2009 «Nagroda»[49], Festiwal Filmowy w Trieście
- 2008 «Tygrys»[50]. Międzynarodowy Festiwal Filmowy w Rotterdamie
- 2008 «Nagroda FIPRESCI»[51]. Międzynarodowy Festiwal Filmowy, Kluż-Napoka
- 2008 «Nagroda»[52]. Artfilm Międzynarodowy Festiwal Filmowy, Słowacja

## Inna działalność

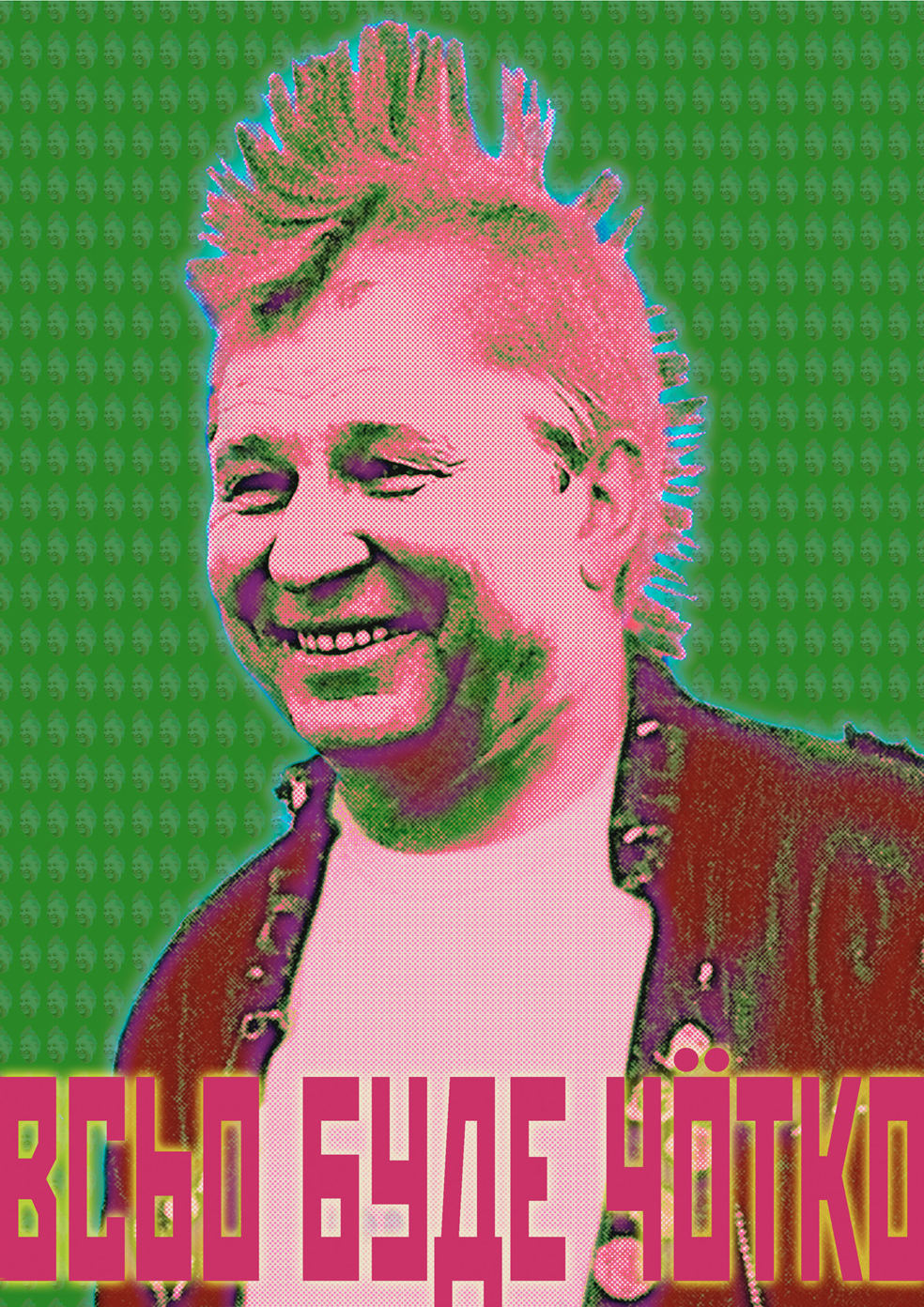
Plakat. Wybory prezydenta Ukrainy, 1999

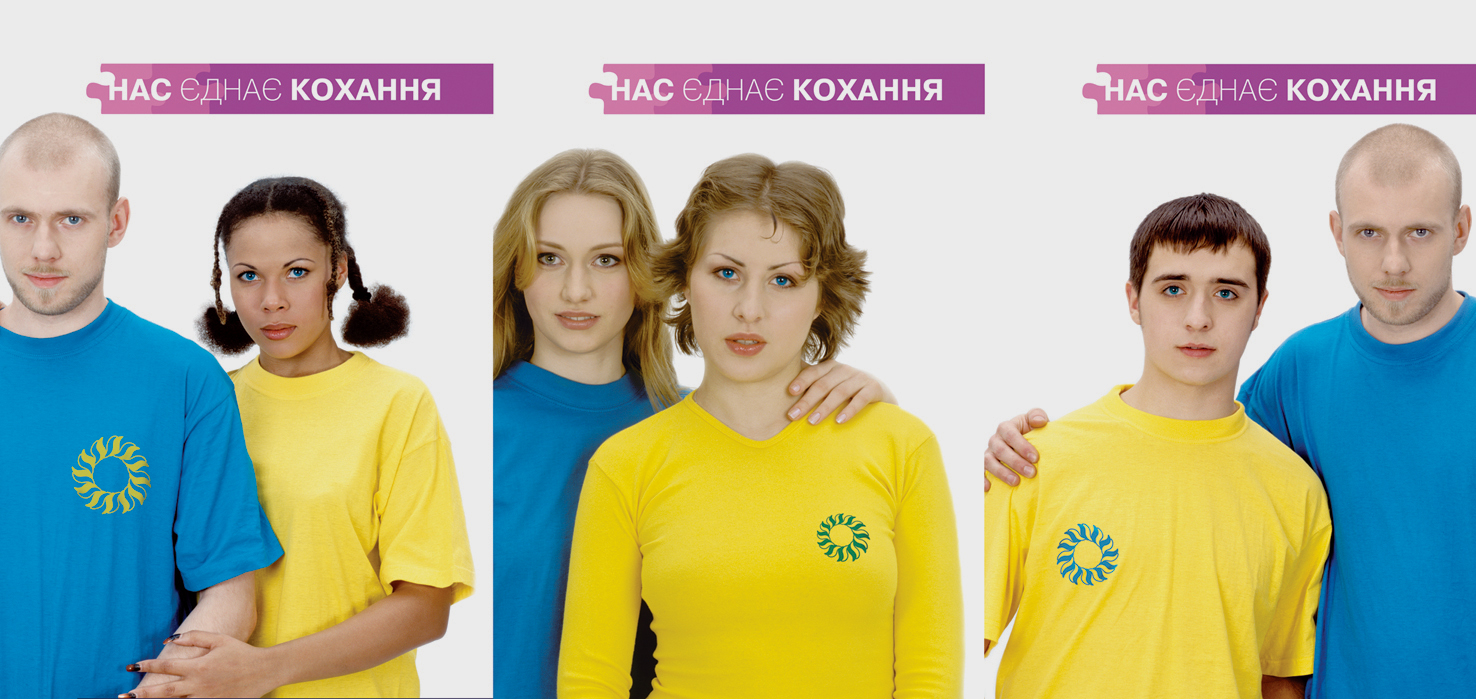
Plakaty. Wybory do parlamentu. 2002

Od 1997 r. Podolczak jest zaangażowany w opracowanie politycznych kampanii wyborczych na Ukrainie i w Rosji. Razem z Igorem Diuryczem opracował kampanii wyborcze:
- Wybory do Moskiewskiej Dumy Miejskiej, 1997
- Wybory do Zgromadzenia Ustawodawczego Kraju Nadmorskiego, Władywostok, 1997
- Wybory Prezydenta Ukrainy, 1999[55]
- Wybory do Rady Najwyższej Ukrainy, 2002[56]
- Wybory Prezydenta Ukrainy, 2004
- Wybory do Rady Najwyższej Ukrainy, 2006[57][58]
- Wybory Prezydenta miasta Kijowa, 2008

Klasyką plakatu politycznego stali się prace Podolczaka Wszystko będzie dobrze (Wesele (1999)), A ty kupujesz ukraińskie (1999), Wszystko będzie OK (1999). W serii plakatów Nas Łączy miłość (2002), Podolczak po raz pierwszy w reklamie politycznej wykorzystał motywy homoseksualne.
Był członkiem jury międzynarodowych wystaw artystycznych i festiwali filmowych:
- 2011 – Wiz-Art. Międzynarodowy Festiwal Filmów Krótkometrażowych. Lwów[61]
- 1997 – Bienal de San Juan del Grabado Latinoamericana у del Caribe, San Juan, Portoryko
- 1996 – Międzynarodowe Triennale Sztuki w Majdanku Triennial of Art
- 1988, 1990 – Interdruk. Międzynarodowe Biennale Grafiki, Lwów

W 1991 roku prowadził wykłady na uniwersytetach australijskich w Hobarcie i Melbourne.